# Холодняк Ігор Анатолійович
Ігор Анатолійович Холодняк (нар. 8 грудня 1975, м. Кременчук, Полтавська область — пом. 29 липня 2022, селище Оленівка, Донецької області) — український військовослужбовець (раніше – працівник міліції), штаб-сержант Окремого загону спеціального призначення «Азов» Національної гвардії України, учасник російсько-української війни, який відзначився під час відбиття російського вторгнення в Україну і загинув у полоні внаслідок терористичного акту, вчиненого в ніч проти 29 липня 2022 року російськими окупаційними військами на території колишньої Волноваської виправної колонії № 120. Кавалер ордена «За мужність» ІІІ ступеня (2023 р., посмертно).

## Життєпис
Ігор Холодняк народився 8 грудня 1975 року у місті Кременчуку, що на Полтавщині. Закінчив Кременчуцьке середнє професійно-технічне училище № 16, здобувши спеціальність «Машиніст кранів».
Протягом двох років проходив строкову військову службу на корветі «Луцьк» Військово-морських сил Збройних Сил України.
Після звільнення у запас влаштувався на роботу в міський відділ внутрішніх справ, де працював майже 20 років, на посадах від міліціонера патрульно-постової служби до помічника чергового МВВС. 
2014 року, після анексії Криму Росією та окупації частини територій Донеччини і Луганщини, Ігор намагався потрапити до війська, але йому відмовляли через стан здоров’я. Наприкінці 2015 року прийнятий на військову службу за контратом до ОЗСП «Азов» , причому у 40-річному віці Ігор пройшов складний «Курс молодого бійця» нарівні з молоддю. Брав участь в АТО/ООС, проте про службу та війну, про свої контузії і травми «Батя» членам родини намагався розповідати якомога менше, щоб їх не хвилювати.
В інтерв’ю пресслужбі «Азову» Ігор якось розповідав, що за сезон проводить ледь не тисячу замін та ремонтів коліс на автомобілях. У його обов’язки входило швидке та якісне «перевзування» автівок, балансування, забезпечення плавного ходу та правильного тиску у шинах. Крім того, він запам’ятався товаришам по службі тим, що турбувався про безпритульних котів та собак, які прибивалися на базу в Урзуфі. У вільний час захоплювався виготовленням за допомогою зварюванням невеличких металевих скульптур. 
На початку повномасштабної російської агресії Ігор обіймав посаду командира відділення слюсарно-механічних робіт і поточного ремонту агрегатів ремонтного взводу бронетанкової техніки ремонтної роти, як і інши воїни цього підрозділу, виконував свої обов’язки, «ремонтуючи поки було що ремонтувати», а по мірі знищення «азовської» техніки – починав воювати як піхотинець. На «Азовсталі» у нього було багато шиномонтажної роботи, але він пішов на бойові позиції нищити ворога, де дістав тяжку контузію, після якої навіть не міг розмовляти і лише за два тижні написав рідним, що хворів, проте без подробиць.
Після вуличних боїв за Маріуполь і героїчної оборони території металургійного комбінату «Азовсталь» 20 травня 2022 року за наказом вищого військового керівництва заради збереження життя людей Ігор вийшов з побратимами з «Азовсталі» та потрапив у так званий «полон за домовленістю». Утримувався на території колишньої Волноваської виправної колонії № 120 в окупованому селищі Молодіжному, що неподалік колишнього адміністративного центру селищної ради Оленівки колишнього Волноваського (нині – Кальміуського) району Донецької області, де окупанти утворили фільтраційну в’язницю. Востаннє він надіслав повідомлення дружині 26 липня, привітавши її з 25-річчям подружнього життя (декому з українських воїнів вдалося пронести у неволю телефони).
У ніч на 29 липня 2022 року прийняв мученицьку смерть у полоні внаслідок масового вбивства військовополонених, влаштованого окупантами у колонії в Оленівці.
Після репатріації тіл загиблих і очікування на результати експертизи ДНК 22 червня 2023 року тіло штаб-сержанта Холодняка було кремовано у Києві, а 26 червня його прах було поховано з військовими почестями на Алеї Слави Свіштовського цвинтаря в Кременчуці.

## Родина
У Ігоря залишилися дружина і син.

## Нагороди
- орден «За мужність» ІІІ ступеня (3 листопада 2023 року, посмертно) — за особисту мужність і самовідданість, виявлені у захисті державного суверенітету та територіальної цілісності України, сумлінне та бездоганне служіння Українському народові[4].